# Földszoros
Egy földszoros (olykor: földhíd), a görög ἰσθμός, iszthmosz szóból a földrajztudományi neve annak a keskeny földsávnak, amely két nagyobb szárazföldet köt össze – a tengerszoros szárazföldi megfelelője. Ilyen sáv vagy szárazföldszűkület összekapcsolhat két kontinenst, egy kontinenst egy szigettel, két szigetet vagy egy sziget két külön részét is.
Gyakran mesterséges szoros vagy tengeri szoros képződhet csatornaépítéssel egy szárazföldszűkület helyén, amire számos példa van.

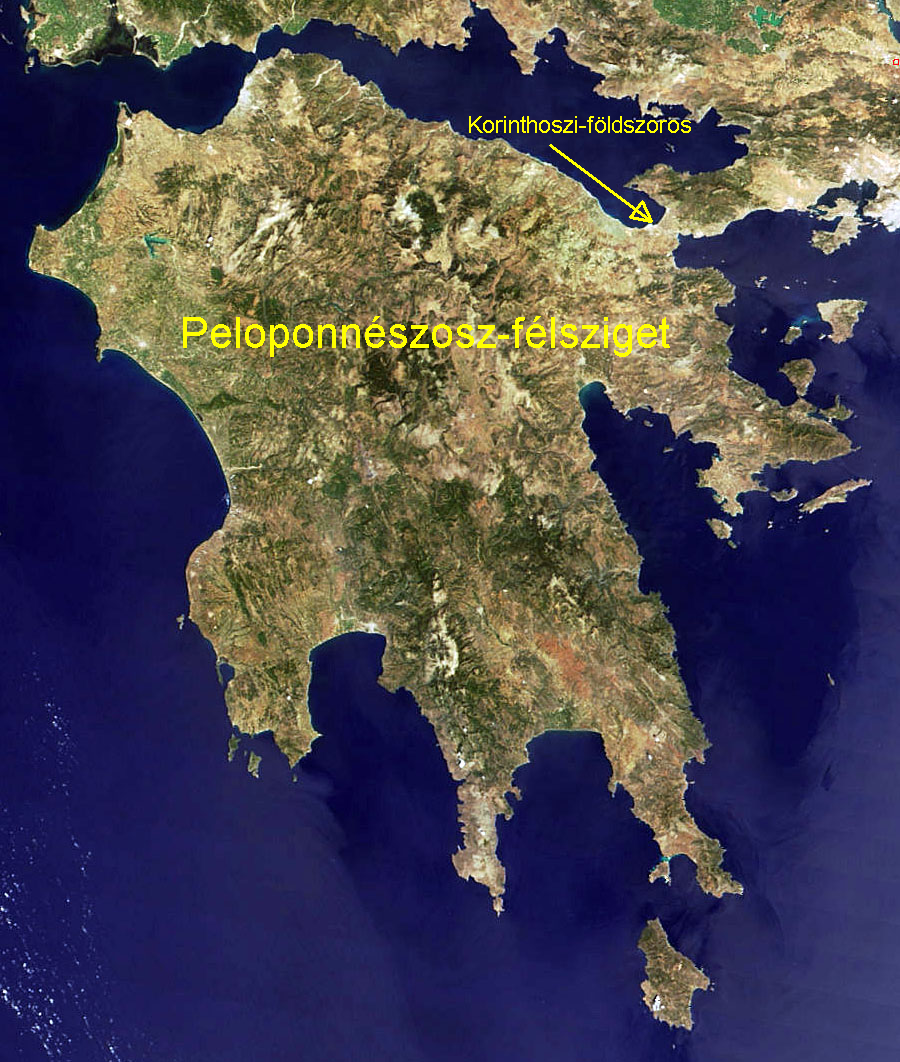
A Peloponnészosz-félsziget, amit a Korinthoszi-földszoros köt össze Görögország fő részével

## Földszorosok listája

### Délkelet-Ázsia
A Kra-földszoros köti össze a Maláj-félszigetet az ázsiai kontinenssel. Thaiföld és Burma határa a földszoroson fut át, annak keleti része Thaiföld tulajdona, a nyugati Burmához tartozik. A földszorostól nyugatra az Andamán-tenger, keletre a Thai-öböl határolja.

### Észak-Amerika

#### Nyugati part
- A Katalina-földszoros a kaliforniai Santa Catalina Island, vagyis Szent Katalina-szigetnek nagyobb keleti részét köti a kisebb nyugati részével.

#### Keleti part
- A mindössze 6 km széles Avalon-földszoros a népes Avalon-félsziget-et köti össze Új-Fundlanddal.
- A Chignecto-földszoros (olv Sinyektó) az Új-Skócia-félszigetet csatolja Kanada többi részéhez.
- A Nahant-földszoros Massachusetts államban Nahantot kapcsolja össze Lynnel.
- A Saint-Pierre és Miquelon-földszoros a Miquelon-Langlade-sziget két részét, Miquelon-t (franciául grande Miquelon) és Langlade-et (franciául petite Miquelon) köti össze. (Lásd Miquelon-Langlade térképén)
- A Summerside-földszoros a kanadai Prince Edward-sziget nyugati részét csatolja annak keleti részéhez.

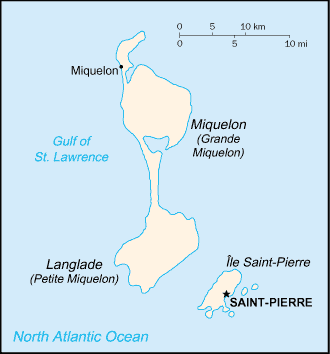
Miquelon-Langlade térképe

#### Középnyugat
- A Madison-földszoros Wisconsin államban a Mendota-tó és a Monona-tó közötti keskeny földsáv.

#### Közép-amerikai régió
- A Közép-amerikai régió az Észak-Amerika és Dél-Amerika között fekvő viszonylag széles, de Észak- és Dél-Amerikához képest keskeny, földszorosnak tekinthető terület, ami magábafoglalja nemcsak Közép-Amerikát, de az észak-amerikai Sziklás-hegység legdélibb részét és Dél-Amerika északi részén az Andok Kolumbiában fekvő legészakibb részét is.
  - Közép-Amerika a Közép-amerikai régió egy része, a Tehuantepeci-földszoros és a Panamai-földszoros között terül el.

##### Mexikó
- Tehuantepeci-földszoros Mexikó délkeleti részén található. Közép-Amerika északi határa. Itt a legrövidebb a távolság a Mexikói-öböl és az Északi-Csendes-óceán között.

##### Panama
- A Panama-földszoros Közép- és Dél-Amerikát köti össze. Ezen vezet keresztül a Panama-csatorna.

### Óceánia

#### Ausztrália
- A tasmániai Port Arthur-hoz közeli földszoros Ausztráliában.
- A „Bruny-sziget nyaka” a sziget északi és déli részét kapcsolja össze.

#### Új-Zéland
- Az Aucklandi-földszoros az Északi-félszigetet és Új-Zéland Északi-Szigetének többi részét köti össze. A sáv legkeskenyebb pontján, a Manukau-öböl és a Tamaki-folyó között alig 2 km széles.
- A Rongotai-földszoros az új-zélandi főváros, Wellington nemzetközi repülőtere közelében található.

#### Hawaii
- Maui Hawaii

### Európa

#### Északi tengerpart
- A Karéliai-földszoros a Finn-öböl és a Ladoga-tó között Oroszországot és Finnországot köti össze.

#### Földközi tenger
- A Bolbs-földszoros a Gibraltárt Spanyolországhoz kapcsoló földhíd.
- A Korintoszi-földszoros köti össze a Peloponnészosz-félszigetet Görögország többi részével.
- A Potideai-földszoros a Kassandra-félszigetet kapcsolja Görögország többi részéhez.

#### Fekete tenger
- A Perekop-földszoros a Krím-félszigetet köti Ukrajna többi részéhez.

#### Vörös tenger
A Szuezi-földszoros az ahol Észak-Afrika és a Sínai-félsziget találkozik Egyiptomban. Itt megy át a Szuezi-csatorna.

#### Brit-Szigetek
- A La Coupée-földszoros Sark szigeten annak két részét köti össze.
- A Forth of Clyde-földszoros Skóciában van.
- A Mavis Grind-földszoros a Shetland-szigeteken van.
- A Tyne-Solway-földszoros Észak-Angliában található Stanegatenél, ahol a római hódítás időszakában nagy erőd volt Corbridgeben és Carlisleban.

#### Atlanti-óceán
- A Westfjords-földszoros kapcsolja a Westfjords-félszigetet Izland többi részéhez.

### Dél-Amerika
- A Médanosz-földszoros Venezuelát köti Médanoshoz.
- Az Ofqui-földszoros Chile Aisén régiójában található

## Fordítás
- Ez a szócikk részben vagy egészben  az   Isthmus című angol Wikipédia-szócikk fordításán alapul.  Az eredeti cikk szerkesztőit annak laptörténete sorolja fel. Ez a jelzés csupán a megfogalmazás eredetét és a szerzői jogokat jelzi, nem szolgál a cikkben szereplő információk forrásmegjelöléseként.